# Ganzhousaurus
Ganzhousaurus („ještěr od města Kan-čou“) byl rod menšího teropodního dinosaura, zástupce čeledi Oviraptoridae.

## Popis
Žil v období svrchní křídy na území dnešní jižní Číny (provincie Ťiang-si). Zkameněliny byly objeveny v sedimentech souvrství Nan-siung (angl. Nanxiong), starých asi 66,7 milionů let. V roce 2013 byl týmem paleontologů popsán jediný známý druh, G. nankangensis. Tento oviraptorid byl blízce příbuzný známějšímu rodu Oviraptor, dále pak rodům Jiangxisaurus, Banji, Citipati a Rinchenia.